# タンジャーヴール県
タンジャーヴール県は、インド南部のタミル・ナードゥ州に属する30の市県の一つ。県庁所在地はタンジャーヴール。

## 概要
タンジャーヴール県はタミル・ナードゥ州の中東部に位置し、北東側にナーガッパッティナム県、東側にティルヴァールール県、西側にプドゥッコーッタイ県、北側にはコッリダム川を挟んでティルッチラーッパッリ県とペランバルール県と接し、南側はポーク海峡で海が広がっている。平坦な北部は、カーヴィリ川とその分流コッリダム川に挟まれたカーヴィリ川三角州の一部であり、両河川とその他の分流が東西に数多く流れている。そのため土地は極めて肥沃で、細かく組織化されたダム・運河・用水路によって灌漑されて、主に米が栽培されている。また、開墾された田圃の広がりにはココナッツ畑の林が点在し、タミル・ナードゥ州の中でも有数の生産量を誇る。この三角州地帯はこのため、「南インド穀倉地帯」と呼ばれ、インド全体で見ても人口密度がかなり高い地域である。県の中心都市であるタンジャーヴールは、県中央部のカーヴィリ川南岸に位置する。この他、クンバコナム、ムドゥックール、パーパナーシャム、センマンクディ、スヴァーミマライ、ティルヴァイヤール、パットゥッコーッタイ、ペーラヴラニ、オラッタナードゥ、ティルヴィダイマルドゥール、ティルヴォーナム、アディランパッティナムといった都市がある。

## 歴史
1968年のタミル・ナードゥ州発足以前の、イギリス領インド帝国マドラス管区時代から存在する。マドラス管区時代は、タンジョール県（Tanjore district）という英語名が正式名称であった。

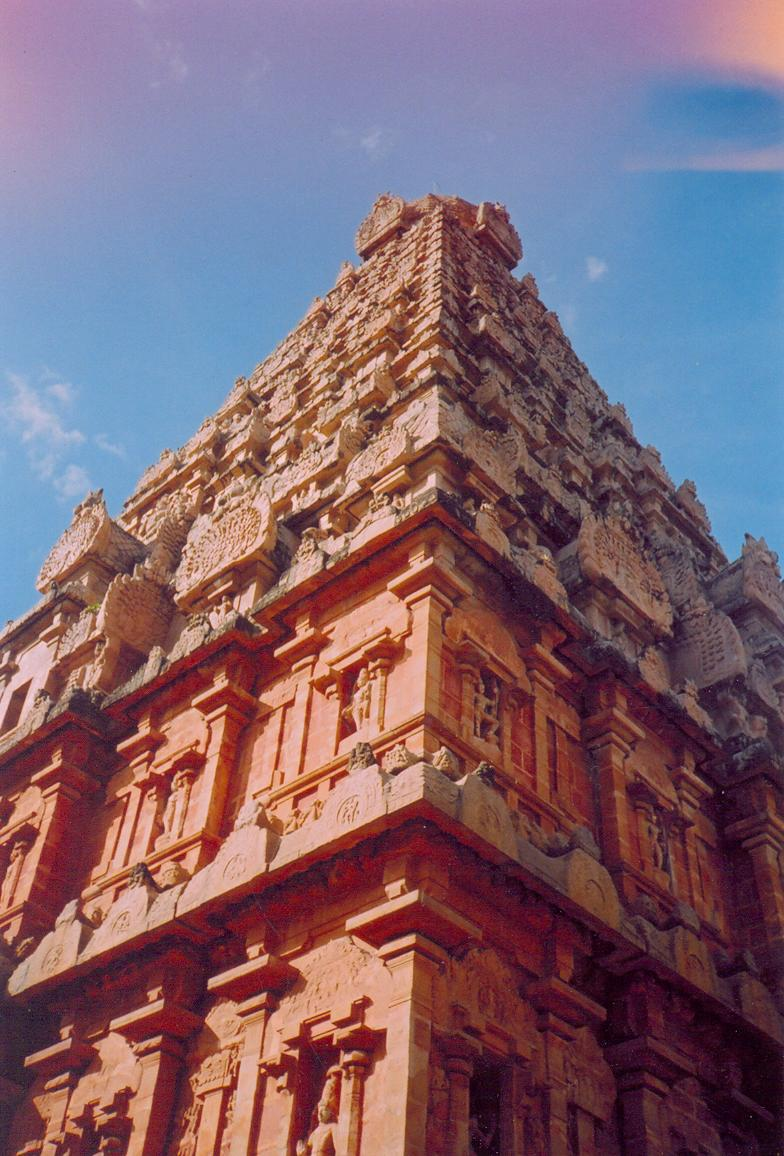
タンジャヴールのプリハーディシュワラ寺院

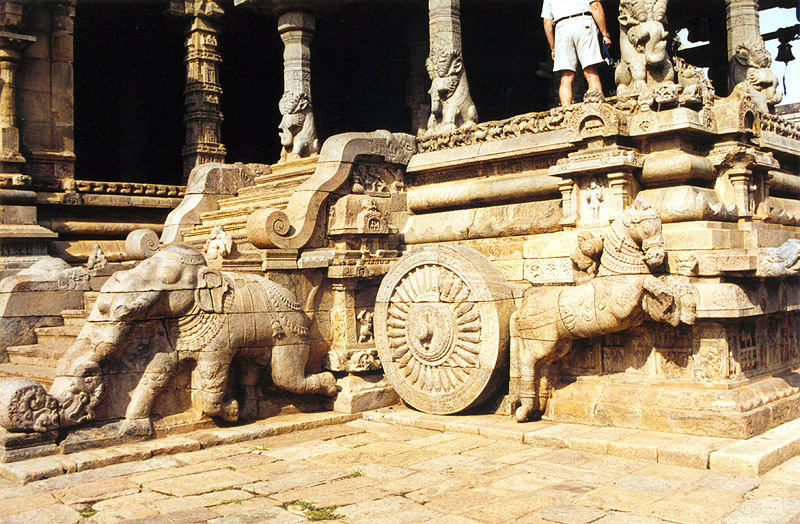
タンジャヴールのプリハディーシュワラ寺院に刻まれた壁面レリーフの一部

## 文化

### 宗教
タンジャーヴール県の北部には数多くのヒンドゥー教の寺院があり、創建も古いものが多い。それらのほとんどは、チョーラ朝によって建てられたものである。タンジャーヴールは9世紀から11世紀までチョーラ朝の首都であった。インドの世界遺産の一つに数えられるブリハディーシュヴァラ寺院も、タンジャーヴールにある。

### 音楽
タンジャーヴール県は、カルナーティック音楽の中心地の一つである。ティヤーガラージャ・アーラーダナ祭が、タンジャーヴールの北方13kmにあるティルヴァイヤールにおいて、カーヴィリ川の堤防で毎年一月に開催されていて、インド全土から多くの音楽家が集まる。

### 舞踊
カルナーティック音楽と深い関係にある、著名な舞踊のバラタナーティヤムも盛んで、その起源はタンジャーヴールであるとする説もある。かつてはタンジャーヴール県にある寺院において、王や寺院の後援によりバラタナーティヤムが盛んに演じられていた。

### 工芸
この他、タンジャーヴールは工芸でも有名で、神を描いた布やガラス工芸、石彫りや金細工が作られている。

## タンジャーヴール県出身の著名人
- シュリニヴァーサ・ラマヌジャン：数学者
- シヴァージ・ガネーサン：インドの映画俳優。
- G・K・ムーバナル：国民会議派の元指導者。